# Radio Zet

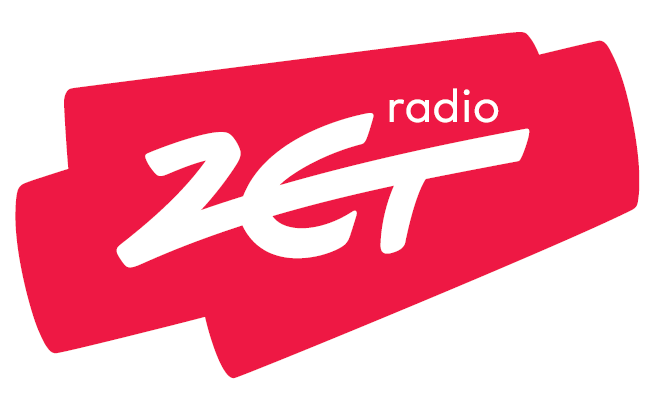
Logo Radio Zet

Radio Zet (Eigenschreibweise: Radio ZET) ist ein von Andrzej Woyciechowski in Warschau gegründeter polnischer privater Radiosender. Er ging am 28. September 1990 erstmals auf Sendung. Radio Zet gehört zur Mediengruppe Eurozet. Der anfängliche Name dieser kommerziellen Radiostation war Radio Gazeta (deutsch: „Radiozeitung“), bevor sie in Radio Zet umbenannt wurde. Der heutige Chefredakteur ist Rafał Olejniczak.
Radio ZET richtet seine Programme hauptsächlich an erwachsene Polen im Alter von 28 bis 49 Jahren und ist der zweithäufigste gehörte Radiosender in Polen.

## Geschichte
Anfang 1994 erhielten Radio Zet und RMF FM bundesweite Lizenzen. Der Sender aus Krakau war der erste, der landesweit ausstrahlte, was einen Wettbewerb zwischen den Sendern auslöste. Ebenfalls 1994 hatte Andrzej Woyciechowski einen Streit mit dem polnischen Radioprogramm I bezüglich der Ausstrahlung der Olympischen Winterspiele in Lillehammer. Im August 2002 organisierte der Sender eine Spendenaktion, um einer vom Hochwasser zerstörten Grundschule in Prag zu helfen. Die Hilfe bestand darin, eine SMS an die angegebene Nummer zu senden, die fünf Złoty netto kostete. Schließlich wurden 925.000 PLN gesammelt. Seit 2009 stellt der Sender auf seiner Website Musikkanäle zur Verfügung. 2018 wurde Radio Zet, neben weiteren Radiosendern aus Tschechien, Rumänien und der Slowakei, für 73 Millionen Euro von Lagardère an Czech Media Invest verkauft.

## Programm
- Uważam ZET ist die Nachmittagssendung bei Radio Zet. Ihr Slogan ist „Journalismus mit einem Augenzwinkern“, und sie wird montags bis freitags von 15:00 – 18:00 Uhr von Damian Michałowski und Michał Korościel moderiert.
- 7 Dzień Tygodnia (dt.: „Der siebte Tag der Woche“) wird jeden Sonntagmorgen ab 09:00 Uhr von Monika Olejnik moderiert. Sie spricht wöchentlich mit neuen Gästen der größten politischen Parteien über die Ereignisse der Woche.
- Dzień Dobry Bardzo ist die werktägliche Morgensendung, die von 05:30 bis 09:00 läuft. Geleitet wird die Sendung vom Moderatorentrio Marzena, Marcin und Marek.
- Dzień Dobry Weekend heißt die Wochenendausgabe von Dzień Dobry Bardzo. Moderiert von Tomasz Kasprzyk und Piotr Sworakowski läuft sie jeden Sonntag ab 06:00 Uhr.
- Doktor Zet beschreibt die Gesundheitssendung mit dem Arzt Wojtek Jagielski, die jeden Samstag und Sonntag ab 17:20 Uhr zu hören ist.
- Gość Radia ZET (dt.: Gast im Radio Zet) ist ein tägliches Interview von der Moderatorin Monika Olejnik mit einem Politiker, welches täglich in Dzień Dobry Bardzo um 08:02 Uhr ausgestrahlt wird. Laut Aussage des Senders sind diese Interviews am einflussreichsten in Polen.